# Anakena

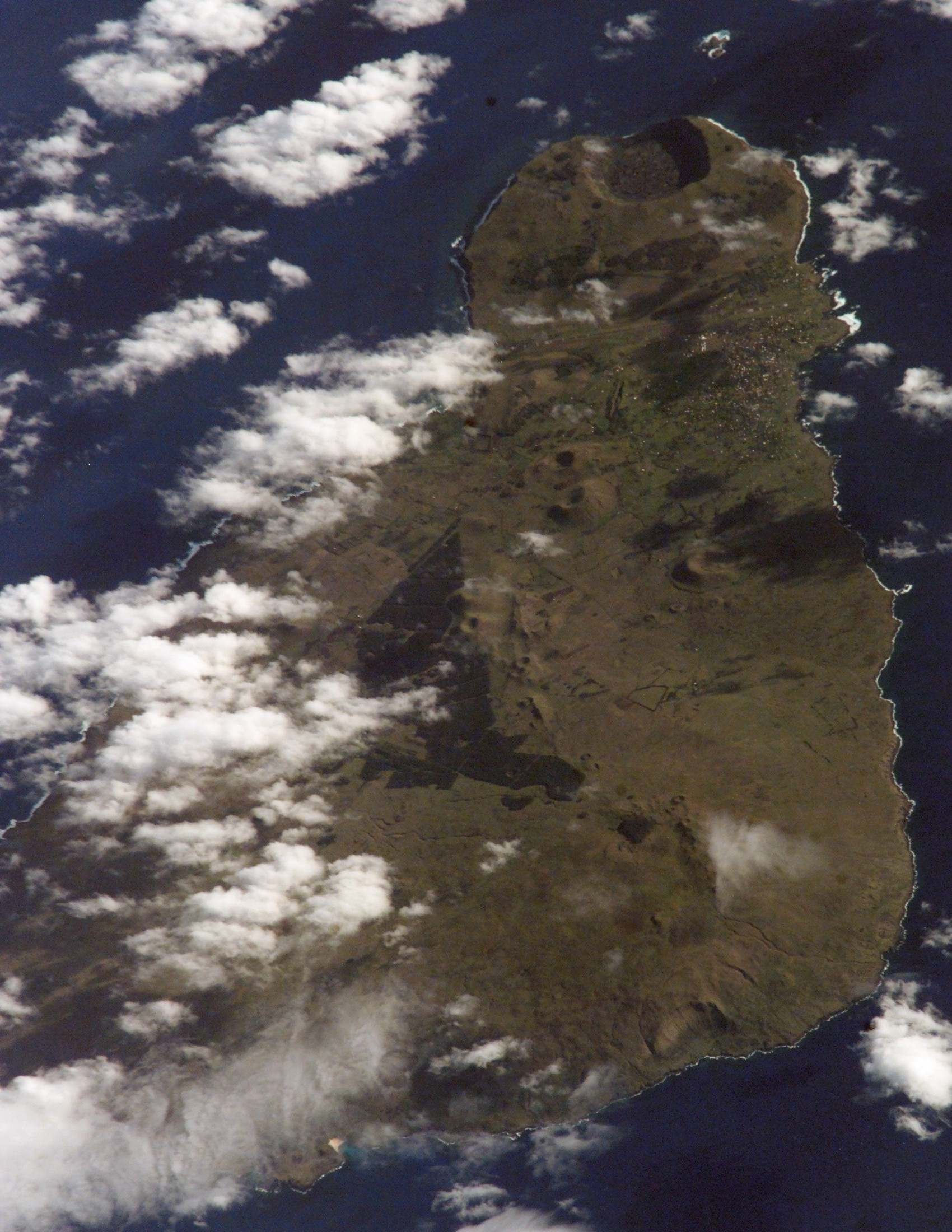
Op deze satellietopname van Paaseiland ligt het Anakenastrand links als klein geel vlekje dat net onder een de witte wolk tevoorschijn komt. De opname is genomen vanuit het noordoosten, de krater Rano Kau, (bovenaan) ligt in het zuidwesten van het eiland

Anakena is een strand met wit koraalzand op Paaseiland (Rapa Nui).  Rapa Nui is een Chileens eiland midden in de Grote Oceaan. Het strand ligt in het Nationaal Park Rapa Nui, wat behoort tot het cultureel werelderfgoed van de UNESCO.

## Geschiedenis en overlevering
Volgens de mondelinge overlevering was dit strand de plaats waar een Polynesische hoofdman met zijn gevolg landde en dit eiland koloniseerde. Later werd deze plaats een ceremonieel centrum waar de eilandbewoners hun tabletten met typische tekens (voor-)lazen.
In de periode van de vogelmancultuur (ca. 1550 - 1877) vonden hier plechtigheden plaats als de vogelman van de westelijke clans hier zijn status als vogelman beëindigde.

## Archeologie
Deze plaats is diverse malen archeologisch onderzocht. In 1914 door Katherine Routledge en in de jaren 1950 door William Mulloy en Thor Heyerdahl. 
Uit dit en later archeologisch onderzoek blijkt dat hier waarschijnlijk rond 1200 menselijke nederzettingen waren.

## Film
Het Anakenastrand was in 1994 een locatie voor een voor de film Rapa Nui onder regie van Kevin Reynolds met rollen voor Jason Scott Lee, Esai Morales, Sandrine Holt, George Henare en Cliff Curtis. Deze film werd geproduceerd door Kevin Costner.
Nationaal park Paaseiland (Rapa Nui) · 
Kerken van Chiloé · 
Historische wijk van de havenstad Valparaíso ·
Salpetergroeves Humberstone en Santa Laura ·
Mijnstad Sewell ·
Qhapac Ñan, wegennetwerk van de Andes ·
Nederzetting en kunstmatige mummificatie van de Chinchorrocultuur in de regio's Arica en Parinacota
- Library of Congress Control Number: sh2007010906
- Nationale Bibliotheek van Israël: 987007556968405171
- Virtual International Authority File: 249400367